# Helcogramma nesion
Helcogramma nesion är en fiskart som beskrevs av Williams och Howe 2003. Helcogramma nesion ingår i släktet Helcogramma och familjen Tripterygiidae. Inga underarter finns listade i Catalogue of Life.